# الکساندار باشلیف
الکساندار باشلیف (بلغاری: Александър Башлиев؛ زادهٔ ۱۶ نوامبر ۱۹۸۹) بازیکن فوتبال اهل بلغارستان است.
از باشگاه‌هایی که در آن بازی کرده است می‌توان به باشگاه فوتبال لفسکی صوفیه اشاره کرد.